# Multiplikationsprincipen

Ett element ur {A, B} kan kombineras med ett element ur {1, 2, 3} på sex olika sätt

Multiplikationsprincipen (General Product Rule) är inom kombinatoriken ett grundläggande sätt att räkna. Om det finns x sätt att utföra ett val och y sätt att utföra ett annat val, så finns x • y olika sätt att göra det kombinerade valet. Den ordning med vilket valet av element sker saknar betydelse; således är valet "först Ai, sedan Bj" ekvivalent med valet "först Bj, sedan Ai" och de båda räknas som ett val.
Givet mängderna
{\displaystyle A=\{a_{1},a_{2},...,a_{n}\}\quad B=\{b_{1},b_{2},...,b_{m}\}}
kan ett element ur A kombineras med ett element ur B på n ⋅ m olika sätt, vilket kan utvidgas till ett godtyckligt antal mängder {\displaystyle A_{1},A_{2},...,A_{n}} för vilka antalet kombinationer blir
{\displaystyle |A_{1}|\cdot |A_{2}|\cdots |A_{n}|}
där |Ak| betecknar antalet element i Ak.